# Chirita longipedicellata
Chirita longipedicellata är en tvåhjärtbladig växtart som beskrevs av Brian Laurence Burtt. Chirita longipedicellata ingår i släktet Chirita och familjen Gesneriaceae. Inga underarter finns listade i Catalogue of Life.